# Арнульф II
Арну́льф II (Арнуль Младший; фр. Arnoul II de Flandres; 961/962 — 30 марта 987, похоронен в Генте) — граф Фландрии с 965 года из Первого Фландрского дома.

## Биография

### Правление
Родителями Арнульфа II был граф Фландрии Бодуэн III и дочь герцога Саксонии Германа Биллунга Мехтильда.
Когда Арнульф унаследовал Фландрское графство после смерти его деда Арнульфа I в 965 году, он был ещё малолетним ребёнком. Его отец Бодуэн III умер раньше него, в 962 году, когда Арнульфу было не более года. Арнульф I передал часть Пикардии королю Западно-Франкского государства Лотарю, чтобы обеспечить право своего внука Арнульфа II на преемственность во Фландрии. Король Лотарь также взял на себя опеку несовершеннолетнего Арнульфа II. Ещё до своей смерти дед Арнульфа, Арнульф I, пообещал, что юный граф не будет контролировать фламандских дворян в ущерб их интересам.
В 965 году Булонь, Гин и Сен-Поль были захвачены графом де Понтье. С целью отвоевания этих земель опекуны Арнульфа II обратились за помощью к датским викингам. По легенде, во главе датских наёмников стояли брат короля Харальда I Синезубого Кнут Гормссон и его двоюродный брат Зигфрид Датчанин. Военная кампания увенчалась успехом. В качестве благодарности опекуны Арнульфа от его имени отдали в жёны Зигфриду Датчанину тётку своего графа Эльструду Гентскую и пожаловали ему в наследственное владение графство Гин в качестве феода Фландрии.
К тому времени, когда в 976 году Арнульф достиг совершеннолетия, утратила некоторые южные территории, приобретённые Арнульфом I. Арнульф II не смог вернуть власть над Остреваном, Артуа, Понтье и Амьеном. Ещё ранее король Лотарь попытался воспользоваться малолетством Арнульфа и попытался захватить Фландрию. Вторгнувшись в неё, король захватил Теруан, Сен-Поль, Дуэ и Аррас. Однако после вмешательства императора Священной Римской империи Оттона I Великого, призванного обеспокоенным епископом Камбре и Арраса, Лотарь был вынужден отступить и потерял захваченные земли, оставив за собой множество разрушений. Также король западных франков подчинил себе графство Понтье и передал его Гуго Капету. Графство Булонь было отдано в лен сыну Адалульфа Арнульфу.
После смерти короля Людовика V Ленивого граф Фландрии поддержал мятеж против Гуго Капета герцога Нижней Лотарингии Карла I, претендовавшего на трон Франции. В ответ Гуго Капет вторгся во Фландрию и осадил Лис и Аррас, вынудив графа бежать в Нормандию. Вскоре Гуго Капет снял осаду. Долгое время считалось, что этим графом был Арнульф, поскольку считалось, что он умер в 988 году. Однако сейчас установлено, что Арнульф умер 30 марта 987 года, то есть раньше умершего 22 мая 987 года Людовика V, поэтому это известие никак не может относиться к нему.
Когда Арнульф II умер в 987 году его сыну и преемнику Бодуэну IV было только 7 лет. Арнульф был похоронен в Генте. Его вдова Сусанна Итальянская повторно вышла замуж через год после смерти мужа за короля Франции Роберта II, хотя четыре года спустя они развелись.

### Брак и дети
Жена (приблизительно с 968 года): Сусанна Итальянская (около 945 — 26 января 1003), дочь короля Италии Беренгара II Иврейского. Дети от этого брака:
- Матильда (умерла 24 июля 995 года или ранее)
- Бодуэн IV (около 980 — 30 мая 1035) — граф Фландрии с 988 года